# Brug zonder terugkeer
De "Brug zonder terugkeer" (Koreaans: 돌아올 수 없는 다리, Doraol su eomneun dari of Toraol su ŏmnŭn tari) is een brug gelegen in de Koreaanse gedemilitariseerde zone (KMZ), die de zogenaamde militaire demarcatielijn (MDL), tussen Noord- en Zuid-Korea passeert. Tijdens de Koreaanse Oorlog in 1953 werd de brug gebruikt voor gevangenenruil. De naam komt van de bewering, dat vele krijgsgevangenen die door de Verenigde Staten gevangen waren genomen, niet terug naar huis wilden keren. De gevangenen kregen toen bij de brug de keus om in het bezette land te blijven of de grens naar het andere land over te steken. Echter, als ze de brug over waren, konden ze nooit meer terugkeren.

## Galerij

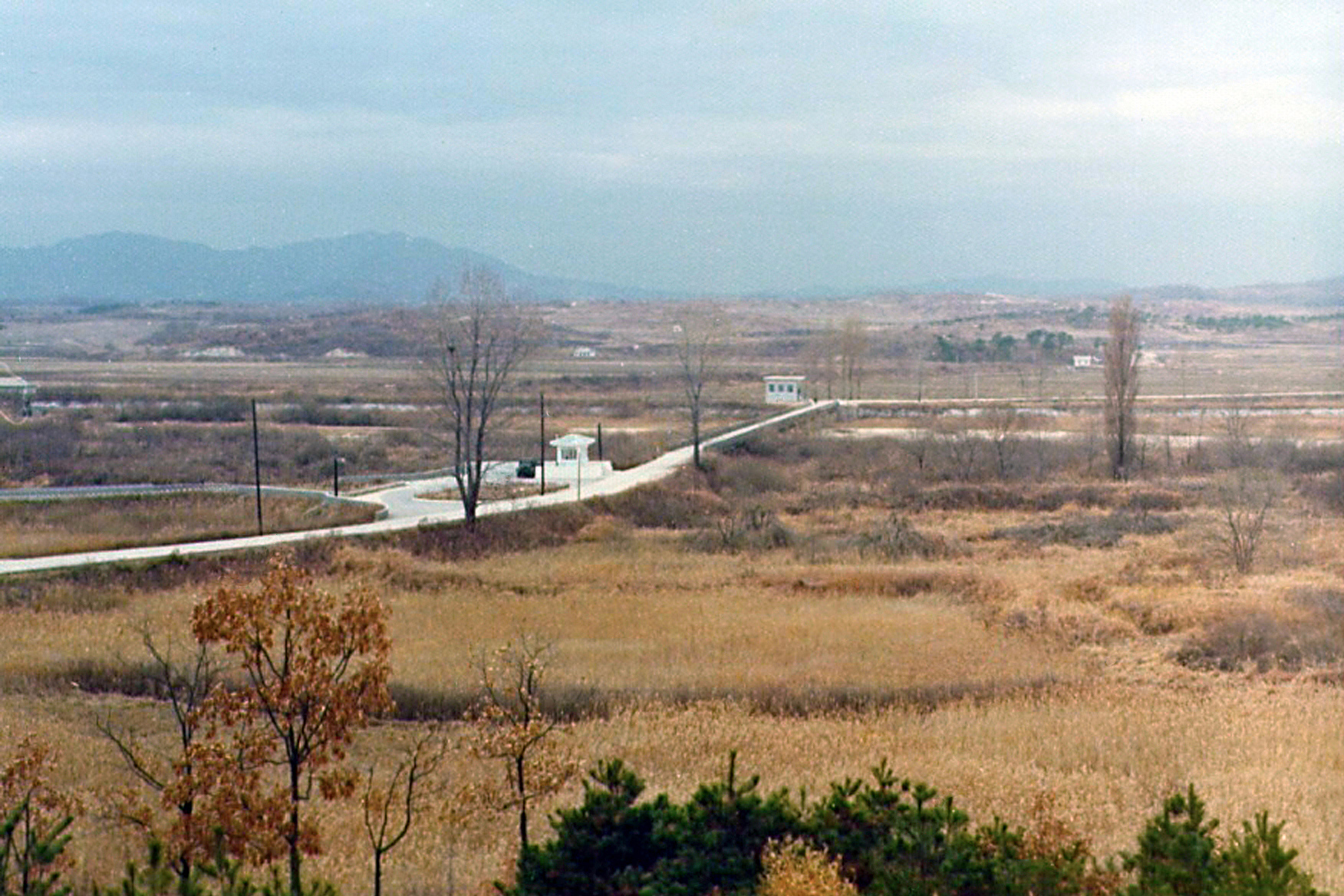
Brug (december 1975)
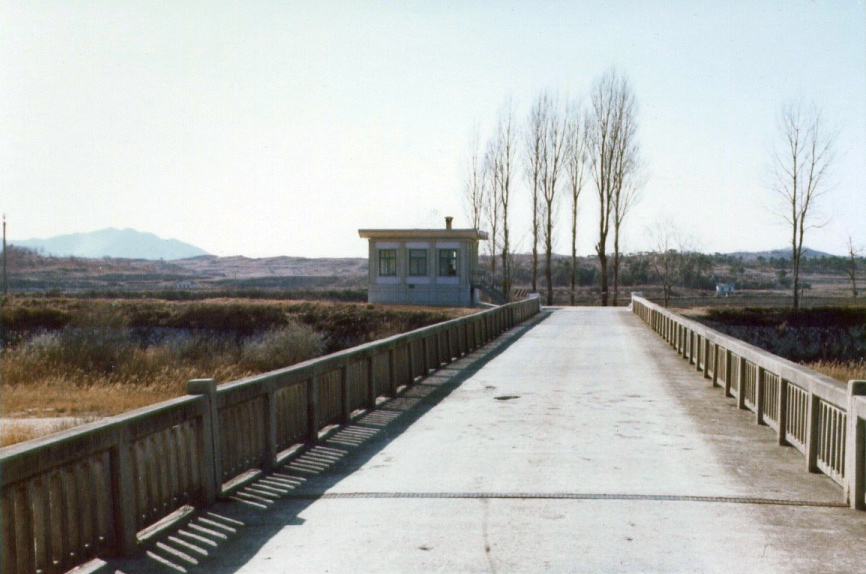
Brug (maart 1976)
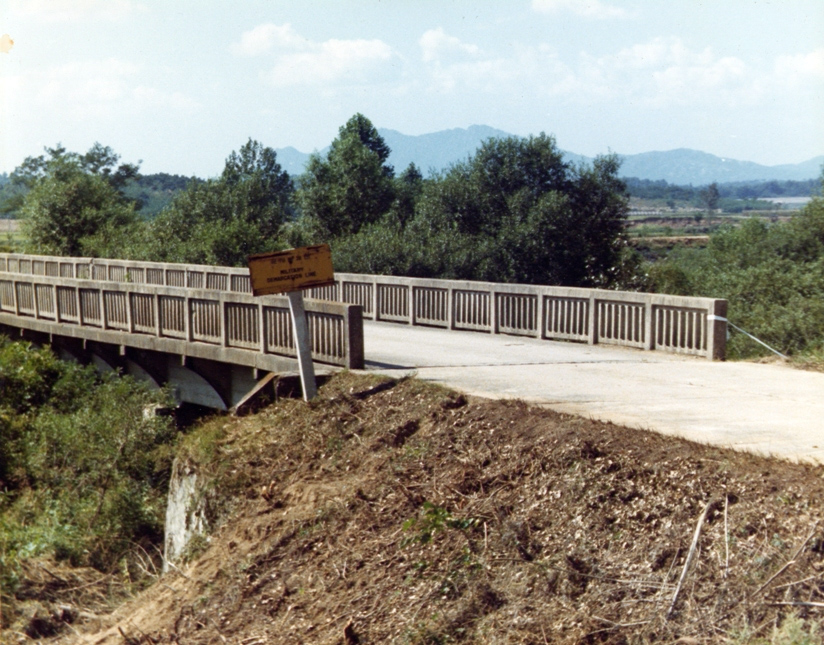
Zuidpunt van de brug
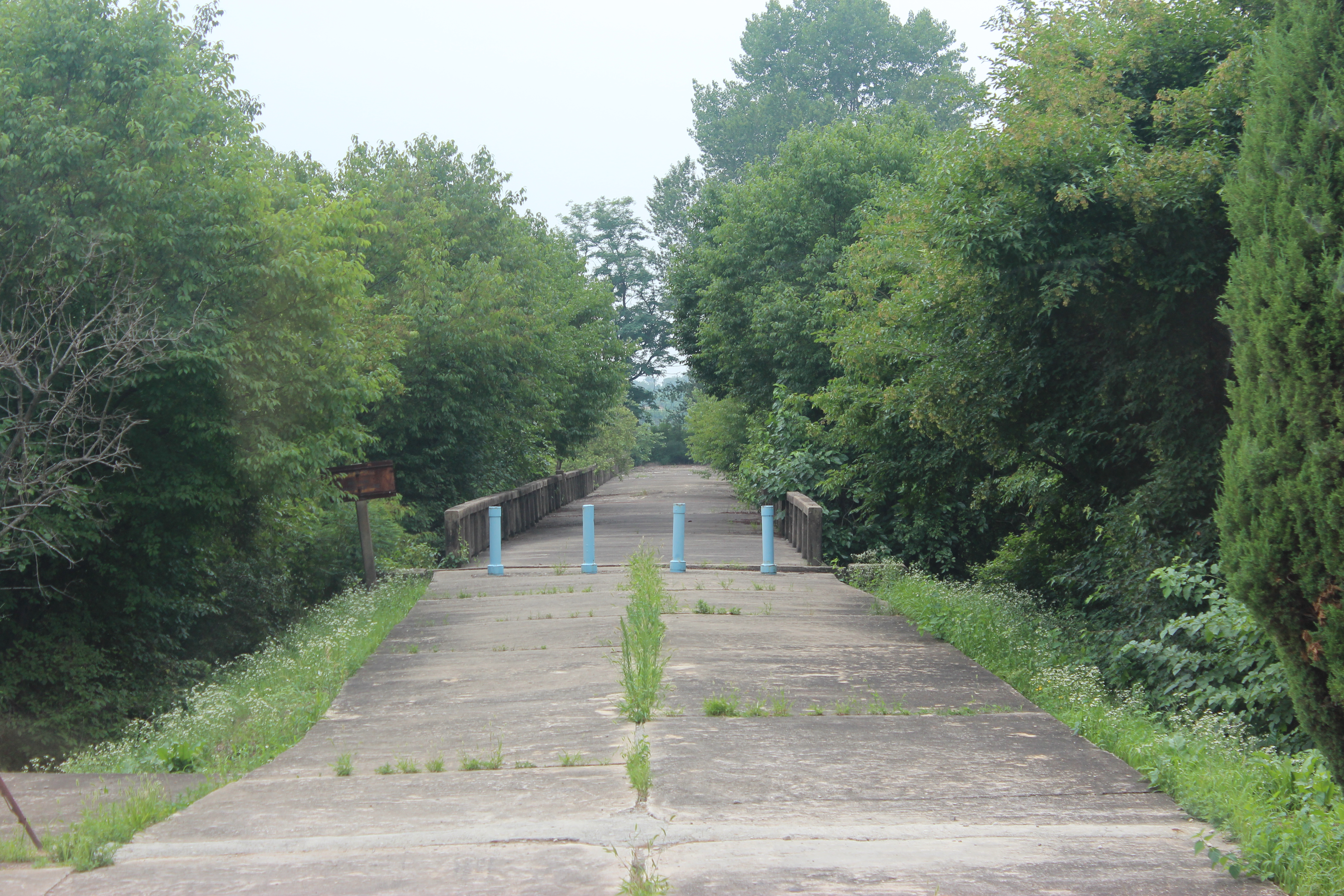
Uitzicht op de brug (2012)